# Tracy Chevalier
Pour les articles homonymes, voir Chevalier.
Tracy Chevalier, née le 19 octobre 1962 à Washington, est une romancière américaine et britannique. Elle est l'autrice d'une dizaine de romans, souvent historiques et centrés sur des personnages féminins, notamment La Jeune Fille à la perle, qui a donné lieu à une adaptation au cinéma.

## Biographie
Tracy Chevalier est la fille de Douglas Chevalier,  photographe au The Washington Post, et d'Helen Chevalier née Werner et morte en 1970. Elle étudie à la Bethesda-Chevy Chase High School (en) de Bethesda, dans le Maryland jusqu’en 1980. Elle poursuit ses études et obtient, en 1984, un diplôme en anglais de l'Oberlin College, qui lui confère en mai 2013 un doctorat honoris causa. 
Elle s'installe en Angleterre en 1984. Elle y trouve un emploi de spécialiste d'ouvrages de référence, travaillant pour plusieurs encyclopédies en rédigeant des articles sur des auteurs. Elle épouse Jonathan Drori, journaliste scientifique, membre de la Linnean Society of London. Elle s'inscrit à l'université d'East Anglia en 1993 et obtient un master en création littéraire. Ses tuteurs lors de son parcours sont les romanciers Malcolm Bradbury et Rose Tremain.
Sa carrière de romancière débute en 1997 avec The Virgin Blue (La Vierge en bleu), puis elle connaît le succès avec Girl with a Pearl Earring (La Jeune Fille à la perle), un livre inspiré par le célèbre tableau de Vermeer. Le film du même nom, tourné avec les acteurs Colin Firth et Scarlett Johansson, obtient trois nominations aux Oscars du cinéma de 2004. Elle publie La Dame à la licorne, un roman inspiré par la tapisserie médiévale du même nom, traduit en 2003. Elle publie en 2019 La Brodeuse de Winchester, traduit en 2020.
Elle est présidente pour l'Angleterre de la Society of Authors.

## Œuvre

### Romans
- La Vierge en bleu, Quai Voltaire, 2004 ((en) The Virgin Blue, 1997  (ISBN 978-0452284449))Réédition, Gallimard, coll. « Folio » no 4355, 2006 (ISBN 2-07-030797-2)
- La Jeune Fille à la perle, Quai Voltaire, 2000 ((en) Girl with a Pearl Earring, 1999  (ISBN 978-0525945277))Réédition, Gallimard, coll. « Folio » no 3648, 2002 (ISBN 2-07-041794-8)
- Le Récital des anges, Quai Voltaire, 2002 ((en) Falling Angels, 2001  (ISBN 978-0525945819))Réédition, Gallimard, coll. « Folio » no 3943, 2003 (ISBN 2-07-042580-0)
- La Dame à la licorne, Quai Voltaire, 2003 ((en) The Lady and the Unicorn, 2003  (ISBN 978-0007140909))Réédition, Gallimard, coll. « Folio » no 4166, 2005 (ISBN 2-07-030058-7)
- L’Innocence, Quai Voltaire, 2007 ((en) Burning Bright, 2007  (ISBN 978-0007245130))Réédition, Gallimard, coll. « Folio » no 4772, 2008 (ISBN 978-2-07-035584-6)
- Prodigieuses Créatures, Quai Voltaire, 2010 ((en) Remarkable Creatures, 2009  (ISBN 978-0007178377))Réédition, Gallimard, coll. « Folio » no 5267, 2011 (ISBN 978-2-07-044254-6)
- La Dernière Fugitive, Quai Voltaire, 2013 ((en) The Last Runaway, 2013  (ISBN 978-0525952992))Réédition, Gallimard, coll. « Folio » no 5884, 2015 (ISBN 978-2-07-045564-5)
- À l'orée du verger, Quai Voltaire, 2016 ((en) At the Edge of the Orchard, 2016  (ISBN 0525953000))Réédition, Gallimard, coll. « Folio » no 6464, 2018 (ISBN 978-2-07-276348-9)
- Le Nouveau, Phébus, 2019 ((en) New Boy, 2017  (ISBN 9780553447637))  (ISBN 978-2-7529-1163-6)
- La Brodeuse de Winchester, Quai Voltaire, 2020 ((en) A Single Thread, 2019  (ISBN 9780008153816)), 352 p.  (ISBN 979-10-371-0428-1)Réédition, Gallimard, coll. « Folio » no 7000, 2021 (ISBN 978-2-07-293694-4)
- La Fileuse de verre, La Table ronde, 2024 ((en) The Glassmaker, 2024  (ISBN 9780525558279))

### Novella
- (en) Dorset Gap, 2016

### Ouvrages collectifs
- (en) Imagined Lives, 2011
- (en) The Great War, 2015

### Autres
- (en) The Sleep Quilt, 2017